# Desa Mekargalih (administrativ by i Indonesien, lat -6,95, long 107,78)
Desa Mekargalih är en administrativ by i Indonesien.   Den ligger i provinsen Jawa Barat, i den västra delen av landet, 130 km sydost om huvudstaden Jakarta.